# Distretto di Levoča
Il distretto di Levoča (in slovacco okres Levoča) è un distretto della regione di Prešov, nella Slovacchia orientale.
Prima del 1918, il distretto faceva parte della contea ungherese di Szepes.

## Geografia antropica
Il distretto è composto da 2 città e 31 comuni:

### Città
- Levoča
- Spišské Podhradie

### Comuni
- Baldovce
- Beharovce
- Bijacovce
- Brutovce
- Buglovce
- Dlhé Stráže
- Doľany
- Domaňovce
- Dravce
- Dúbrava
- Granč-Petrovce

- Harakovce
- Jablonov
- Klčov
- Korytné
- Kurimany
- Lúčka
- Nemešany
- Nižné Repaše
- Oľšavica
- Ordzovany

- Pavľany
- Poľanovce
- Pongrácovce
- Spišský Hrhov
- Spišský Štvrtok
- Studenec
- Torysky
- Uloža
- Vyšné Repaše
- Vyšný Slavkov